# Otto von Guericke

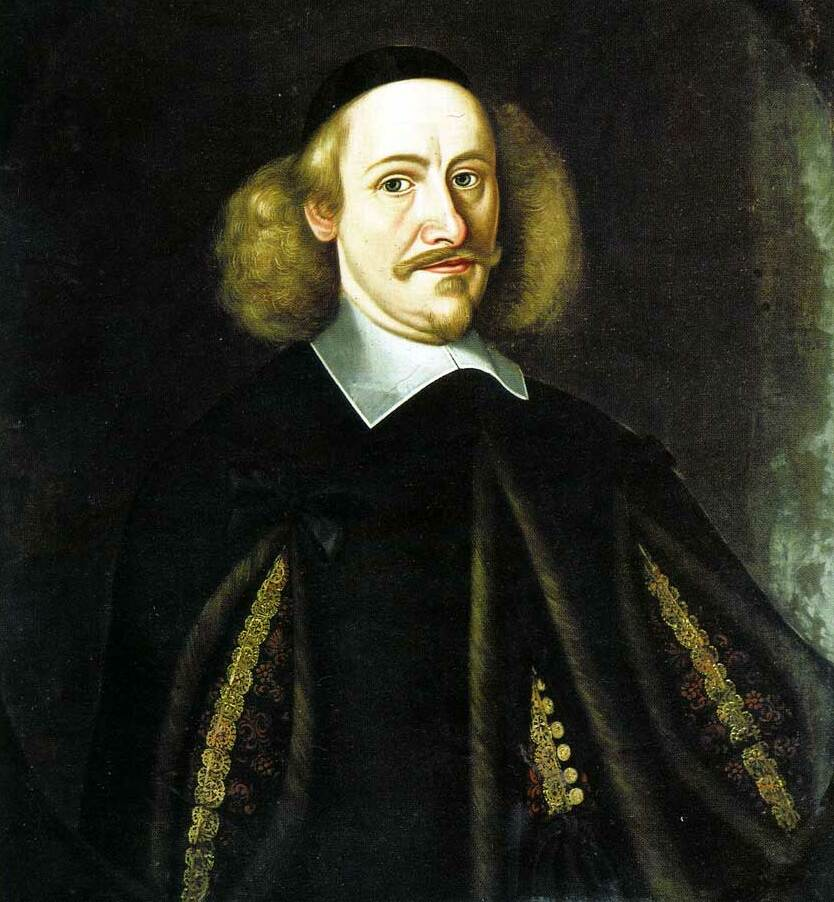
Otto von Guericke

Otto von Guericke (Maagdenburg, 20 november 1602 – Hamburg, 11 mei 1686) was een Duits natuurkundige en bestuurder.

## Leven
Hij studeerde te Leipzig, Helmstedt en Jena rechten, en te Leiden wiskunde en natuurkunde. Hij was van 1646 tot 1681 burgemeester van Maagdenburg. In 1666 werd hij in de adelstand verheven.

## Nageslacht
De Nederlandse predikant Johannes van Loenen Martinet (1840-1918) was een nazaat van Otto von Guericke; de grootmoeder van Van Loenen Martinet was de officiersdochter Wilhelmina Johanna van Guericke (1788-1830), gehuwd met de Harderwijkse burgemeester Johannes Jacobus van Loenen.

## Werk
Von Guericke was onder meer uitvinder van de vacuümpomp en de elektriseermachine, en ontdekte onder meer elektrische afstoting en het verband tussen de luchtdruk en het weer.

### Vacuümpomp
Beroemd is zijn experiment van de Maagdenburger halve bollen. Hierbij werden twee halve bollen, zonder verdere bevestiging, tegen elkaar aan geplaatst, zodat de ruimte tussen hen in luchtdicht was, en deze werd vervolgens leeggepompt. Hierna bleek het onmogelijk, zelfs met behulp van een stel van 16 paarden, om deze weer van elkaar te verwijderen. Hiermee was de kracht van de luchtdruk aangetoond.

### Elektriseermachine
Rond 1650 bouwde hij een ruwe elektrostatische generator: een bal van zwavel die om een as roteerde. Wanneer Guericke zijn hand tegen de bal hield en de as snel ronddraaide werd er een statische elektrische lading opgebouwd. Dit experiment inspireerde de ontwikkeling van verschillende vormen van "wrijvingsmachines". Deze machines leverden op hun beurt een belangrijke bijdrage aan het onderzoek naar elektriciteit.
- Bibsys: 7035300
- Bibliothèque nationale de France: cb12180857f (data)
- Catàleg d'autoritats de noms i títols de Catalunya: 981058515356406706
- CiNii: DA01796288
- Gemeinsame Normdatei: 11854330X
- International Standard Name Identifier: 0000 0001 1025 2357
- Library of Congress Control Number: n83800122
- Nationale Bibliotheek van Letland: 000257698
- Bibliotheek van het Japanse parlement: 01213126
- Nationale Bibliotheek van Tsjechië: nlk20000087265
- Nationale bibliotheek van Australië: 35517198
- Nationale Bibliotheek van Israël: 987007276980305171
- Nationale Bibliotheek van Polen: a0000003636166
- Nederlandse Thesaurus van Auteursnamen: 074122371
- Réseau des bibliothèques de Suisse occidentale: 02-A003327887
- Istituto Centrale per il Catalogo Unico: SBLV001876
- LIBRIS: 188837
- SNAC: w64t6zvd
- Système universitaire de documentation: 030383048
- Trove: 981608
- Virtual International Authority File: 39420589
- WorldCat: E39PBJyt4BMdb4QWxq4KQH6xjC